# Pequena Taça do Mundo de 1953 (verão)
A edição de 1953 da Pequena Taça do Mundo foi a terceira edição do torneio amistoso de clubes europeus e sul-americanos disputado na Venezuela. Foi realizada entre julho e agosto de 1953, meses depois da edição de inverno, disputada em fevereiro do mesmo ano.
A competição de 1953 da Pequena Taça do Mundo teve como campeão o Corinthians, do Brasil, e a Roma, da Itália, como vice.

## História
De acordo com o jornalista e especialista em história do Corinthians Celso Unzelte, o clube brasileiro foi convidado à competição na condição de campeão paulista, no lugar do campeão carioca Vasco da Gama, que foi convidado mas não se interessou em participar.
Considerado uma grande zebra pelos participantes, o alvinegro, naquele momento pouco conhecido internacionalmente, provou que tinha uma das melhores equipes da época, ganhando o título com 100% de aproveitamento (6 vitórias em 6 jogos). Luizinho, conhecido como o Pequeno Polegar, do Corinthians, foi o artilheiro do torneio juntamente com Kubala, do Barcelona, com 5 gols anotados.
O jornal espanhol El Mundo Deportivo de 15 de abril de 1953 confirma a hipótese que o Vasco e o Milan foram convidados antes dos convites ao Corinthians e ao Roma (segundo esta matéria, os convidados originais foram o Vasco, o Milan e o Barcelona). As edições de 18 de junho e de 05 e 08 de julho de 1953 do mesmo jornal afirmam que, além do Vasco da Gama, a vaga também foi oferecida ao Sporting de Portugal antes de ser oferecida ao Corinthians. Estas matérias informam que a lista de participantes chegou a ser fechada com Barcelona, Roma, Sporting de Portugal e seleção local (de Caracas, Venezuela), sendo que os participantes da competição acabaram sendo Barcelona, Roma, Corinthians e seleção local (ou seja, com o Corinthians substituindo o Sporting de Portugal).
A matéria de 8 de julho de 1953 afirma que o Corinthians substituiu o Sporting de Portugal no certame. A matéria do jornal Folha da Manhã de 03 de julho de 1953 dá conta da permissão da Federação Paulista de Futebol à excursão do Corinthians à Venezuela, afirmando que o torneio visava homenagear o presidente da Venezuela e que o Corinthians receberia cerca de um milhão de cruzeiros (livre de despesas) pela participação no torneio.
Em uma entrevista publicada no jornal El Mundo Deportivo de 20 de agosto de 1953, o brasileiro, ex-jogador do Barcelona, José Sastre afirmou que, antes da Pequena Taça do Mundo de 1953, o público brasileiro considerava o Barcelona o favorito ao título da competição e não acreditava nas possibilidades do título corinthiano, pois o Corinthians (segundo Sastre na entrevista) havia feito "péssimo papel" no Torneio Octogonal Rivadavia Corrêa Meyer, que acabara de disputar (na entrevista, saíram incorretos os nomes de alguns dos participantes do Torneio Octogonal Rivadavia Correa Meyer, mas a palavra Octogonal e a cronologia das competições deixa claro tratar-se do Octogonal Rivadavia).

## Participantes
| Equipe      | Classificação                                                       |
| ----------- | ------------------------------------------------------------------- |
| Corinthians | Campeão Paulista de 1952 e campeão do Torneio Rio-São Paulo de 1953 |
| Barcelona   | Campeão Espanhol de 1952 e 1953 e campeão da Copa Latina de 1952    |
| Roma        | Campeão da Série B Italiana de 1951-52                              |
| Caracas XI  | Time anfitrião                                                      |

## Fórmula de disputa
Os 4 participantes jogaram em grupo único, todos contra todos, em turno e returno. O time que marcar mais pontos ao final do campeonato é declarado campeão. Cada vitória valia dois pontos e cada empate valia um ponto.

## Tabela[10]
| 11 de julho de 1953 | Roma | 2 – 1 | Caracas XI | Estádio Olímpico de Caracas Renda: Árbitro: |
|                     |      |       |            |                                             |

| 14 de julho de 1953 | Corinthians  | 1 – 0 | Roma | Estádio Olímpico de Caracas Renda: Árbitro: Benito Jackson |
|                     | Luizinho 21' |       |      |                                                            |

| 16 de julho de 1953 | Barcelona      | 2 – 3 | Caracas XI                       | Estádio Olímpico de Caracas Renda: Árbitro: |
|                     | Kubala 10' 86' |       | Mosquera 22' · Silva · Miroc 44' |                                             |

| 18 de julho de 1953 | Corinthians                   | 3 – 2 | Barcelona               | Estádio Olímpico de Caracas Renda: Cr$ 2.130.000,00 Árbitro: Braumberger |
|                     | Luizinho 5' 75' · Carbone 59' |       | Moreno 47' · Kubala 84' |                                                                          |

| 21 de julho de 1953 | Caracas XI  | 1 – 2 | Corinthians               | Estádio Olímpico de Caracas Renda: Cr$ 2.280.000,00 Árbitro: Germine |
|                     | Aguirre 64' |       | Cláudio 32' · Carbone 60' |                                                                      |

| 23 de julho de 1953 | Barcelona  | 1 – 0 | Roma | Estádio Olímpico de Caracas Renda: Árbitro: Bambeyer |
|                     | Moreno 42' |       |      |                                                      |

| 25 de julho de 1953 | Roma | 2 – 2 | Caracas XI | Estádio Olímpico de Caracas Renda: Árbitro: |
|                     |      |       |            |                                             |

| 27 de julho de 1953 | Corinthians | 1 – 0 | Barcelona | Estádio Olímpico de Caracas Renda: Cr$ 1.200.000,00 Árbitro: Benito Jackson |
|                     | Goiano 62'  |       |           |                                                                             |

| 29 de julho de 1953 | Barcelona             | 2 – 4 | Roma                                     | Estádio Olímpico de Caracas Renda: Árbitro: |
|                     | Aloy 20' · Basora 40' |       | Perissinoto 52' 80' · Gandolfini 60' 65' |                                             |

| 31 de julho de 1953 | Caracas XI | 0 – 2 | Corinthians     | Estádio Olímpico de Caracas Renda: Árbitro: Germini |
|                     |            |       | Cláudio 17' 83' |                                                     |

| 1 de Agosto de 1953 | Barcelona                   | 3 – 2 | Caracas XI         | Estádio Olímpico de Caracas Renda: Árbitro: |
|                     | Moreno 11' · Kubala 15' 75' |       | Padrón · Merli 21' |                                             |

| 2 de agosto de 1953 | Corinthians                    | 3 – 1 | Roma      | Estádio Olímpico de Caracas Renda: Cr$ 2.400.000,00 Árbitro: Braumberger |
|                     | Cláudio 29' · Luizinho 54' 77' |       | Galle 30' |                                                                          |

| Time        | Pts | J | V | E | D | GP | GC | SG |
| ----------- | --- | - | - | - | - | -- | -- | -- |
| Corinthians | 12  | 6 | 6 | 0 | 0 | 12 | 4  | 8  |
| Roma        | 5   | 6 | 2 | 1 | 3 | 9  | 10 | -1 |
| Barcelona   | 4   | 6 | 2 | 0 | 4 | 10 | 13 | -3 |
| Caracas XI  | 3   | 6 | 1 | 1 | 4 | 9  | 13 | -4 |

## Artilheiros
- Luizinho: 5 gols
- Kubala: 5 gols

## Campeão
| Pequena Taça do Mundo de 1953               |
| ------------------------------------------- |
| Sport Club Corinthians Paulista (1º título) |